# INSARAG
La  International Search and Rescue Advisory Group (siglas: INSARAG) (en inglés) Grupo Asesor Internacional de Operaciones de Búsqueda y Rescate (español) : es una red mundial de más de 80 países y organizaciones bajo el paraguas legal de las  Naciones Unidas. INSARAG se encarga de temas relacionados con búsqueda y rescate urbano (USAR) con el objetivo de establecer normas internacionales mínimas para los equipos de búsqueda y rescate urbano y una metodología para la coordinación internacional de respuesta ante terremotos, maremotos y otros desastres naturales y a la coordinación operativa sobre el terreno. La Secretaría de INSARAG está ubicada en la Oficina de Naciones Unidas para la Coordinación de Asuntos Humanitarios (OCHA).
La Organización de las Naciones Unidas ha sido seleccionada para desarrollar tareas de secretaría de INSARAG para facilitar la participación y coordinación internacional. La "Field Coordination Support Section (FCSS)", que es una dependencia del "Emergency Services Branch (ESB)" de OCHA en Ginebra, funciona como secretaría técnica de INSARAG.

## Creación
El Grupo Asesor Internacional de Operaciones de Búsqueda y Rescate (INSARAG) fue establecido en 1991. El establecimiento de este grupo siguió las iniciativas de los equipos internacionales especializados en búsqueda y rescate urbano (USAR) que operaron juntos en el terremoto de México de 1985 y en el terremoto de Armenia de 1988. Para no duplicar las estructuras existentes, el grupo fue creado bajo el marco de la coordinación humanitaria existente en las Naciones Unidas (ONU). Para ello, la Secretaría del grupo recayó dentro de la Sección de Apoyo a la Coordinación sobre el Terreno (FCSS) de la Subdivisión de Servicios de Emergencia (ESB) de la Oficina de Coordinación de Asuntos Humanitarios (OCHA) en Ginebra.

## Membresía
Cualquier país u organización con intereses en búsqueda y rescate urbano puede unirse a INSARAG. Los países que desean unirse identifican un punto focal nacional que actúa como una interfaz con el Grupo Regional de INSARAG y la Secretaría. Las organizaciones que deseen unirse se aplican a la Secretaría a través de su punto focal nacional. Se recomienda encarecidamente a los países miembros con equipos USAR desplegados internacionalmente que soliciten una Clasificación Externa de INSARAG (IEC), sin embargo, este no es un requisito para ser miembro de INSARAG.
Los miembros de INSARAG son parte de una red mundial de intercambio de conocimientos sobre rescate de estructuras colapsadas y coordinación operativa en el campo. Están invitados a las reuniones anuales del Grupo Regional de INSARAG pertinente y a participar en los grupos de trabajo de INSARAG. Se espera que los miembros tengan acceso al OSOCC Virtual (Centro de Coordinación de Operaciones Virtuales en el Sitio) y al Sistema Global de Alerta y Coordinación de Desastres (GDACS) en Internet, que proporcionan notificaciones de alerta en caso de un desastre de inicio repentino y real -tiempo actualizaciones de información y coordinación durante desastres en curso. El Directorio USAR, administrado por la Secretaría de INSARAG, proporciona una descripción general de los países miembros de INSARAG y sus equipos USAR.